# Parawaous
Parawaous is een monotypisch geslacht van straalvinnige vissen uit de familie van de grondels (Gobiidae).

## Soort
- Parawaous megacephalus (Fowler, 1905)